# Swalmen
Swalmen  è una località dei Paesi Bassi situata nel comune di Roermond, nella provincia del Limburgo.